# Śledzenie źródeł
Śledzenie źródeł (ang. source tracking) – zdolność systemu hipertekstowego do rygorystycznego śledzenia pochodzenia każdego dokumentu lub cząstkowego dokumentu włączonego do systemu; system zapamiętuje, kto wprowadził informację, kiedy została wprowadzona, kiedy i przez kogo została zaktualizowana itd. Pozwala to precyzyjnie odtworzyć historię każdego dokumentu, a nawet jego małych części.
Obecne HTML i HTTP nie oferują takich możliwości, jednak niektóre systemy w World Wide Web (jak np. Wiki czy Everything2) dysponują fragmentarycznie zaimplementowaną funkcją śledzenia źródeł.